# Padilla (Cauca)
Pour les articles homonymes, voir Padilla.
Padilla est une municipalité située dans le département de Cauca, en Colombie.